# Oscar Heisserer
Oscar Heisserer (ur. 18 lipca 1914 w Schirrhein, zm. 7 października 2004 w Strasburgu) – francuski piłkarz niemieckiego pochodzenia występujący na pozycji pomocnika, reprezentant Francji w latach 1936–1948, trener piłkarski.

## Życiorys
Występował na boisku na pozycji ofensywnego pomocnika, zdobył opinię jednego z najlepszych piłkarzy pochodzących z Alzacji. Od 1934 był zawodnikiem RC Strasbourg (1937 awans do finału Pucharu Francji), następnie RC Paryż (zdobywca Pucharu Francji 1939, 1940, 1945). 13 grudnia 1936 debiutował w reprezentacji narodowej, w meczu towarzyskim na paryskim Parc des Princes przeciwko Jugosławii. Wystąpił w 24 meczach reprezentacji; zdobył w nich 8 bramek i 7-krotnie pełnił rolę kapitana. Jednym z jego najlepszych występów był mecz z Anglią na Wembley 26 maja 1945, w którym zdobył bramkę (mecz zakończył się remisem 2:2).
W okresie II wojny światowej pomagał Żydom przedostać się przez granicę z okupowanej Francji do Szwajcarii.
Po wojnie powrócił do RC Strasbourg i kontynuował karierę zawodniczą do końca lat 40.; próbował przez krótki czas pracy trenerskiej (m.in. z Olympique Lyon), bez większego powodzenia.